# Nenad Pralija
Nenad Pralija (Split, Yugoslavia, 11 de diciembre de 1970) es un exfutbolista croata que se desempeñaba como centrocampista.

## Clubes
| Club                  | País    | Año       |
| --------------------- | ------- | --------- |
| RNK Split             | Croacia | 1990-1993 |
| H. N. K. Hajduk Split | Croacia | 1993-1996 |
| R. C. D. Espanyol     | España  | 1996-1998 |
| H. N. K. Hajduk Split | Croacia | 1998-1999 |
| Reggina Calcio        | Italia  | 1999-2000 |
| Maccabi Haifa F. C.   | Israel  | 2000-2003 |
| H. N. K. Hajduk Split | Croacia | 2003-2005 |
| HNK Trogir            | Croacia | 2005-2007 |